# Nagari Tigo Balai
Nagari Tigo Balai is een bestuurslaag in het regentschap Agam van de provincie West-Sumatra, Indonesië. Nagari Tigo Balai telt 3198 inwoners (volkstelling 2010).